# Маттео Банделло
Маттео Банделло (італ. Matteo Bandello бл. 1485—1561) — відомий італійський письменник. Один з найкращих новелістів доби пізнього Відродження.

## Біографія

### Ранішні роки
Народився в місті Кастельнуово Скривія в Північній Італії. Точних відомостей про день і рік народження не збережено. В молодому віці став ченчем доміканцем.

### Навчання

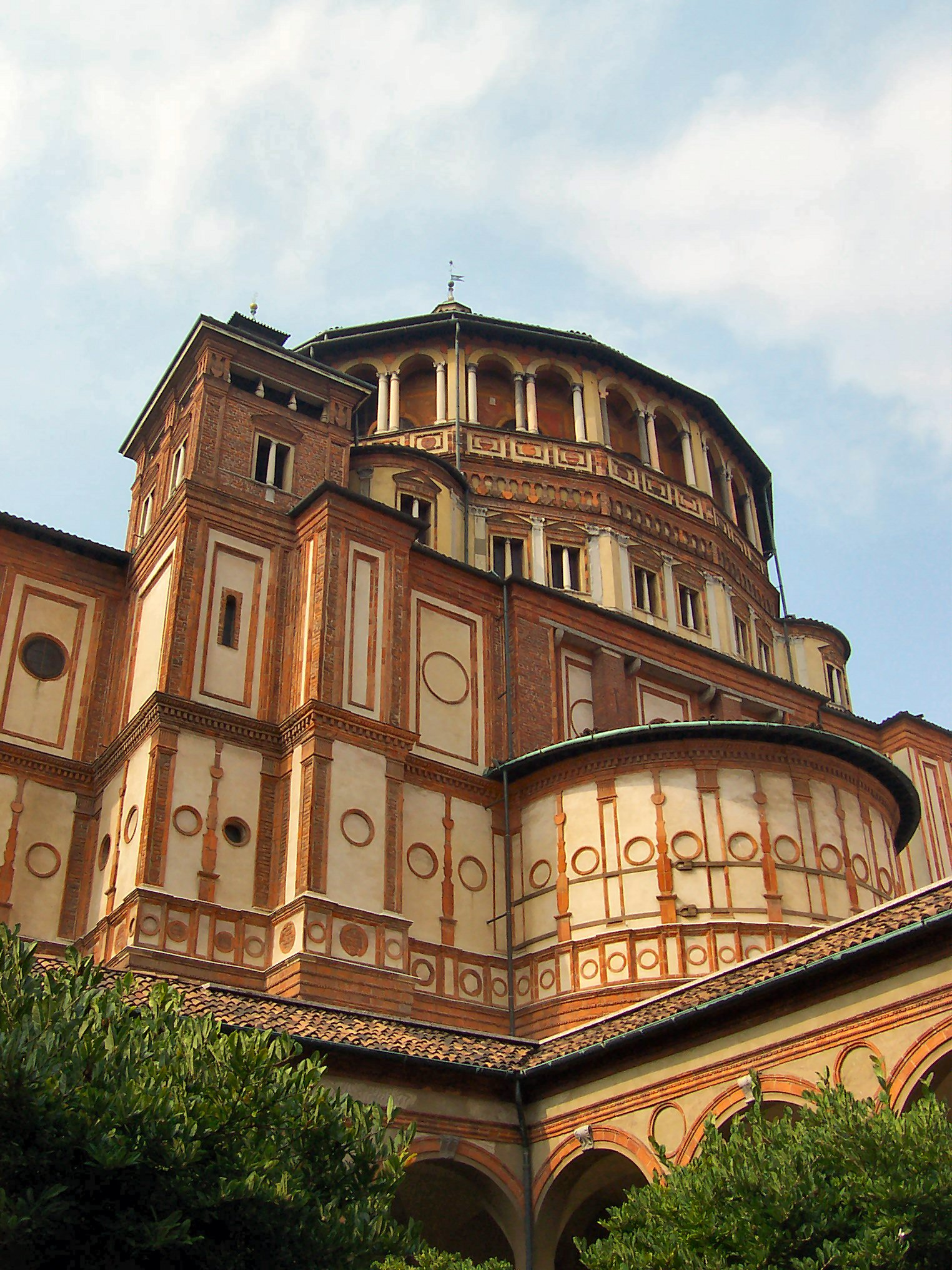
Дворик домініканського монастиря делле Грація в Мілані.

Освіту отримав в монастирі Санта Марія делле Грація в місті Мілан. Знатне походження та покровительство дяді(настоятеля монастиря в Мілані) дало змогу продовжити навчання в університеті міста Падуя.
Курс опанування історії та філософії, вивчення стародавніх мов наблизили його до літератури. Почав сам писати вірші в стилістиці тогочасної любовної лірики. Перекладав драматичні твори античних авторів.

### Вимушені мандри
Супроводжував свого дядю в часи інспекційних подорожей по монастирям Італії. Життя в бурхливий період Італійських воєн, що вела Франція, спонукали Маттео до вимушених подорожей. Він жив і в військових таборах, і при дворах малих італійських князівств Сфорца, д'Есте, Бентівольо. Але не полишав збирати перекази і оповідання, що ставали після його літературної обробки новелами.
Є відомості, що Маттео Банделло відчував тягар церковної кар'єри і навіть робив спроби облишити її. Але не судилося.

### Еміграція у Францію і смерть
Політична нестабільність в Італії і прихильність до Франції спонукали до еміграції у Францію, де він прожив останні роки життя. Король Франції Генріх II зробив його єпископом міста Ажен у 1550 році, оскільки після смерті аженського єпископа ікардинала Жана Лотаризького, коад'ютор останнього — Джані Фрегозо — бувдосить молодим. На новій батьківщині він помер.

### Творче надбання
Маттео продовжив літературну процю і у Франції. За період 1505—1554 рр. набралася збірка новел, яку розділив на чотири частини. Три перші частини були надруковані в місті Лукка. Четверта, остання частина, була надрукована у місті Ліон посмертно у 1573 р . Маттео Банделло вважають автором 214 новел.
Серед читачів новел Маттео Банделло був Вільям Шекспір. Деякі сюжети новел Банделло Шекспір використав при створенні своїх п'єс («Ромео і Джульєтта», «Багато галасу з нічого» тощо).